# Himlen är oskyldigt blå
Himlen är oskyldigt blå è un film del 2010 diretto da Hannes Holm.
Il film è liberamente ispirato alle vicende della Banda di Sandhamn, una banda che vendeva droga negli anni settanta.

## Trama
Svezia, 1975. Martin è un giovane con una vita familiare tutt'altro che felice visto che i genitori sono entrambi alcolisti. Il padre, funzionario pubblico di tutto rispetto, è nel privato incline alla depressione maniacale nonché un marito violento e un padre poco presente. La madre di Martin è una donna debole incapace di ribellarsi al marito che lascia che la famiglia vada a rotoli senza intervenire.
Martin vorrebbe fuggire da questa vita e ne ha la possibilità quando uno dei suoi amici li trova un lavoro estivo in un hotel sito sull'isola di Sandhamn nell'arcipelago di Stoccolma.
Martin fa in fretta amicizia con Gösta, il proprietario dell'hotel, che diventa così una figura paterna per Martin. L'uomo però coinvolge il giovane in un giro molto pericoloso e prima che Martin possa rendersi conto di quello che sta succedendo si ritrova nel bel mezzo di uno dei più grandi scandali della storia penale svedese.

## Colonna sonora
- Himlen är oskyldigt blå - Ted Gärdestad
- Love Was on Your Mind - Ola and the Janglers
- Hog Farm - Pugh Rogefeldt
- Bang en boomerang - Svenne & Lotta
- Sommaren som aldrig säger nej - Malta
- Oh, vilken härlig da' - Ted Gärdestad
- Maria, många mil och år från här - John Holm
- Brudvals - Evert Taube
- Young Love - Moto Boy

## Premi e nomination
- 2001 - Guldbagge Award
  - Miglior attore non protagonista a Peter Dalle
  - Candidatura per la miglior fotografia a Göran Hallberg